# جيسي فيليبس
جيسي فيليبس (بالإنجليزية: Jesse Phillips)‏ هو راكب الكنو أسترالي، ولد في 26 يوليو 1986 في برث في أستراليا.

## وصلات خارجية
- جيسي فيليبس على موقع الاتحاد الدولي للكانو (الإنجليزية)
- جيسي فيليبس على موقع اللجنة الأولمبية الدولية (الإنجليزية)
- جيسي فيليبس على موقع أوليمبيديا (الإنجليزية)